# Leone Cimpellin
 (mars 2017).
Si vous disposez d'ouvrages ou d'articles de référence ou si vous connaissez des sites web de qualité traitant du thème abordé ici, merci de compléter l'article en donnant les références utiles à sa vérifiabilité et en les liant à la section « Notes et références ».
Leone Cimpellin  (né le 6 juin 1926 à Rovigo et mort le 27 mars 2017 à Milan) est un auteur de bande dessinée italien. Il utilisait notamment les noms de plume Ghilbert, Alex Lyon et Cimp.
Actif de la fin des années 1940 et début des années 2000, cet auteur prolifique a travaillé dans de très nombreux genres, adaptant son style en fonction des publics. Sa création la plus connue est le super-héros parodique Jonny Logan (it), qu'il a animé sur des scénarios de Romano Garofalo (it) de 1972 à 1978.

## Biographie
Leone Cimpellin a commencé sa carrière en tant qu'assistant de Lina Buffolente en 1949 (connue en France pour avoir dessiné Le Petit Roi, Puma Noir, Nic Reporter, Gun Gallon, etc.). Dessinateur polyvalent, à l'aise dans le dessin réaliste ou humoristique allant de Casey Ruggles à Plutos (qu'il crée sur des scénarios de Gian Luigi Bonelli en 1952). 
Au début des années 1950, il fait partie de l'équipe travaillant sur Pecos Bill, le westen créé par Guido Martina. 
En 1954, il entre au Corriere dei Piccoli où il dessine pour de nombreux scénaristes les personnages de Codinzolo, Gibernetta, Carletto Sprint, Gelsomino, Tribunzio, Gigi Bizz, Gianni & Rob-8. Parmi les scénaristes, se trouvent Guglielmo Zucconi, Carlo Triberti ou Vezio Melegari. 
En 1967, il invente la mascotte pour Esso : « Le Tigre dans votre moteur ».
En 1972, il débute Jonny Logan sur des scénarios de Romano Garofalo pour l'éditeur Dardo (qui publie aussi Blek le Roc en Italie). 
Ensuite, il travaille essentiellement pour la France, notamment pour Lug et Mon journal pour qui il signe notamment Tom Patapom. 
Puis il intervient sur de nombreuses séries de façon plus sporadique comme Nembo Kid, Diabolik, Kid Barboun, Nija, Lady Oscar, Alem, Horror de Sansoni, Tappo & Balestra, Maxmagnus de Max Bunker, Tiramolla de Vallardi, Von Strip sul il Mago, Belfagor, Martin Mystère d'Alfredo Castelli, Gordon Link de Manfredi ainsi que Tex Willer et Nathan Never chez Sergio Bonelli Editore.
Enfin, il collabore avec Supergulp! et Più, et réalise l'histoire des Tortues Ninja pour le Corriere dei Piccoli.
Il travaille quelques années pour Il Giornalino pour lequel il a signé Cicchillo avec Tony Pagot ainsi qu'une nouvelle série de Tundra & Lichene.